# 죽도 (홍성군)
죽도(竹島)는 대한민국 충청남도 천수만에 있는 섬이다.
충청남도 홍성군 서부면 서쪽에 있는 홍성군의 유일한 유인도로 섬 주위에 대나무가 많이 자생하고 있어 죽도라 불린다. 8개의 섬이 달라붙어 있으며 남당항에서 약 3.7km 정도 떨어져 있다.
태안군 안산면에 속하였다가, 1914년 서산군 안면면에 편입되었으며, 1989년 홍성군 서부면에 편입되어 현재에 이른다.

## 교통
- 선박: 남당항에서 어선으로 약 10분 (정기여객선이 없어 남당항에서 낚싯배를 타거나 개인적으로 배를 빌려야 한다.)

## 특산물
- 우럭
- 새조개

## 미디어
- SBS TV : TV 동물농장 944회

## 같이 보기
- 홍성군과 태안군 등 간의 권한쟁의